# Dactylopsila megalura
L'opossum striato dalla coda grande (Dactylopsila megalura Rotschild & Dollman, 1932) è un marsupiale arboricolo della famiglia dei Petauridi.

## Descrizione
Rotschild & Dollman descrissero D. megalura a partire da due esemplari catturati da Shaw Mayer sui monti Weyland, nell'ovest della Nuova Guinea (attualmente Provincia di Papua, appartenente all'Indonesia, all'epoca Nuova Guinea Olandese), ad un'altitudine superiore ai 1800 m. Venne descritto come una specie simile a Dactylopsila hindenburgi, «ma con una coda molto più cespugliosa senza la punta bianca e con strisce bianche sul corpo e regioni inferiori chiare dalla tonalità relativamente opaca» (D. hindenburgi, attualmente, è considerato un sinonimo di D. trivirgata, l'opossum striato grande). Nella descrizione è inoltre scritto che il cranio è «molto più stretto nella regione zigomatica e meno arcuato [...] e il palato più sottile».
L'opossum striato dalla coda grande ha il tipico aspetto delle specie del genere Dactylopsila. Possiede una coda molto folta (alla quale deve il nome scientifico e comune), completamente scura o con alcuni peli argentei vicino alla base, larga più di 75 mm nel punto più largo e dal diametro più o meno uniforme per tutta la sua lunghezza. Le strisce nere medio-dorsali e dorso-laterali sono molto larghe, mentre quelle dorso-laterali chiare sono molto sottili. La colorazione scura dorso-laterale si estende anche attraverso le zampe anteriori, terminando solamente all'altezza del polso o alla base delle dita, che sono bianche. Al contrario, in D. trivirgata l'estensione della colorazione scura sulle zampe anteriori è variabile e le dita possono essere sia scure che chiare. Il quarto dito di D. megalura è più allungato di quello di D. trivirgata, ma non lungo quanto quello dell'opossum striato piccolo (Dactylonax palpator). In due esemplari provenienti dai monti Weyland, le zampe posteriori e le loro dita erano completamente scuri, mentre in quelli provenienti dalla zona del Sepik le dita dei piedi erano bianche. In D. megalura la striscia bianca medio-ventrale è molto sottile o assente, mentre in D. trivirgata ha estensione variabile. Inoltre D. megalura ha un'unica grande macchia scura sul mento, diversamente da D. trivirgata, che possiede una o due macchie di estensione molto variabile, e da Dactylonax palpator, che ne è del tutto privo.

## Biologia
Non sono molte le notizie riguardanti le abitudini di questa specie, dal momento che è molto difficile incontrarla: in una località, nel corso di 600 ore di lavoro, ne sono stati avvistati solamente dieci individui.

## Distribuzione e habitat
L'opossum striato dalla coda grande vive solamente sui monti Weyland, nella regione di Wamena, nella Nuova Guinea centro-occidentale, e in alcune località lungo il corso superiore del Sepik, più a est. Vive nelle foreste pluviali ad altitudini comprese tra i 1400 e i 2000 m. Condivide l'areale con Dactylonax palpator e le aree comprese tra 1400 e 1800 m con Dactylopsila trivirgata.